# Distretto di Suaman
Il distretto di Suaman (ufficialmente Suaman District, in inglese) è un distretto della Regione Nordoccidentale del Ghana. Confina ad sud con il distretto municipale di Aowin ed è situato sul confine con la Costa d'Avorio.
Il distretto è stato costituito nel 2012 scorporando l'area dal preesistente distretto di Aowin/Suaman in seguito rinominato distretto di Aowin. 
La popolazione è prevalentemente dedita ad attività agricole e risiede in piccoli insediamenti rurali sparsi sul territorio. Il distretto si trova nell'area più umida del paese, per circa 9 mesi all'anno le precipitazioni sono abbondanti, i mesi più piovosi sono maggio/giugno e settembre/ottobre. Il terreno è collinare e ricoperto nelle aree più elevate da abbondanti foreste e numerosi corsi d'acqua, la parte più pianeggiante è invece umida e favorevole alla coltivazione del riso e delle colture in acqua, diffusa la coltivazione del cacao e della canna da zucchero, della cassava e del platano.
Tre sono i corsi d'acqua principali, i fiumi Bia, Fanoma e Sui.
Il distretto si trova nella fascia della foresta pluviale, numerose sono le riserve forestali, le principali sono la riserva di Dadieso e quella del fiume Dissue.